# Tadeusz Majewski (generał)
Tadeusz Majewski (ur. 25 marca 1863 we Lwowie, zm. 30 maja 1920 w Lublinie) – pułkownik lekarz Wojska Polskiego, doktor medycyny.

## Życiorys
Urodził się 25 marca 1863 we Lwowie. Edukację zaczynał od uczęszczania do gimnazjum w Samborze i we Lwowie. Naukę zakończył w 1892  na Uniwersytecie Jagiellońskim, uzyskując tytuł doktoratu wszechnauk lekarskich. W 1893 rozpoczął zawodową służbę wojskową w cesarskiej i królewskiej Armii. Został przydzielony do Galicyjskiego Pułku Ułanów Nr 2 w Tarnowie na stanowisko lekarza. W 1897 został przeniesiony do Galicyjskiego Pułku Ułanów Nr 8 w Czortkowie, w 1905 do Czeskiego Pułku Dragonów Nr 14 w Stanisławowie, a w 1908 do Galicyjskiego Pułku Piechoty Nr 30 we Lwowie. W czasie I wojny światowej początkowo służył w szeregach macierzystego pułku, a następnie na stanowisku komendanta szpitala polowego na obszarze wojennym i szpitala zapasowego na obszarze krajowym.
W czasie służby w c. i k. Armii awansował na kolejne stopnie w korpusie oficerskim lekarzy wojskowych (niem. Militärärztliches Offizierskorps): starszego lekarza (niem. Oberarzt) ze starszeństwem z 1 kwietnia 1893, lekarza pułkowego 2. klasy (niem. Regimentsarzt 2. Klasse) ze starszeństwem z 1 maja 1895, lekarza pułkowego 1. klasy (niem. Regimentsarzt 1. Klasse) – 1897 ze starszeństwem z 1 maja 1895, lekarza sztabowego (niem. Stabsarzt) ze starszeństwem z 1 listopada 1909, starszego lekarza sztabowego 2. klasy (niem. Oberstabsartzt 2. Klasse) ze starszeństwem z 1 marca 1915 i starszego lekarza sztabowego 1. klasy (niem. Oberstabsartzt 1. Klasse) w 1918.
1 listopada 1918 przyjęty do służby w Wojsku Polskim pełniąc na początku funkcję komendanta Szpitala Zapasowego w Nisku i Szpitala Okręgowego w Przemyślu, następnie od 8 stycznia 1919 wyznaczony na naczelnego komendanta szpitala twierdzy w Modlinie. Z dniem 21 maja 1919 nominowany zastępcą szefa sanitarnego i szefem sanitarnym Dowództwa Okręgu Generalnego Warszawa. W trakcie swojej służby od 24 lipca 1919 wyznaczony na funkcję przewodniczącego w subkomisji weryfikacyjnej ds. oficerów lekarzy. 22 maja 1920 został mianowany szefem sanitarnym Dowództwa Okręgu Generalnego Lublin. 29 maja 1920 został zatwierdzony z dniem 1 kwietnia 1920 w stopniu pułkownika, w Korpusie Lekarskim, w grupie oficerów byłej armii austro-węgierskiej. Zmarł 30 maja 1920 w Lublinie w następstwie choroby. 11 czerwca 1920 Naczelny Wódz, na wniosek Ogólnej Komisji Weryfikacyjnej, nadał mu pośmiertnie tytuł generała podporucznika w Korpusie Lekarskim. Nie był żonaty.  

## Ordery i odznaczenia
Odznaczenia Tadeusza Majewskiego to między innymi:
- Krzyż Rycerski Orderu Franciszka Józefa z mieczami i dekoracją wojenną
- Srebrny Medal Zasługi Wojskowej na wstędze Krzyża Wojskowego
- Brązowy Medal Zasługi Wojskowej na wstędze Krzyża Wojskowego
- Brązowy Medal Zasługi Wojskowej na czerwonej wstędze
- Odznaka za Służbę Wojskową III klasy
- Medal Jubileuszowy Pamiątkowy dla Sił Zbrojnych i Żandarmerii
- Krzyż Jubileuszowy Wojskowy
- Krzyż Pamiątkowy Mobilizacji 1912–1913